# Gil Scappaticci
Gil Scappaticci ( 1960 - ) es un naturalista y botánico francés, experto en orquídeas y responsable de la "Sociedad francesa de orquidofilia" del Departamento de Rhône.

## Algunas publicaciones
- m. a. Selosse, a. Faccio, g. Scappaticci, p. Bonfante. 2004. Chlorophyllous and achlorophyllous specimens of Epipactis microphylla,(Neottieae, Orchidaceae) are associated with ectomycorrhizal septomycetes, including truffles. Microb Ecol 47(4): 416-26

- 2006. III. Cartographie d’Ophrys aurelia P.Delforge, Devillers-Tersch. & Devillers 1989. Bull. 13 & 14 Société Française d’Orchidophilie Rhône-Alpes.

### Libros
- pierre Jacquet, gil Scappaticci. 2003. Une répartition des orchidées sauvages de France. Ed. Société Française d'Orchidophilie. 15 pp.

- gil Scappaticci, michel Démares. 2003. Le genre Epipactis Zinn (Orchidales, Orchidaceae) en France et en région Lyonnaise. Ed. Soc. Linnéenne. 44 pp.

- La abreviatura «Scappat.» se emplea para indicar a Gil Scappaticci como autoridad en la descripción y clasificación científica de los vegetales.[1]